# Dorina Zele
Dorina Zele (ur. 13 lutego 1992 w Szolnoku) – węgierska koszykarka, reprezentantka kraju, występująca na pozycjach rzucającej ub niskiej skrzydłowej.

## Osiągnięcia
Stan na 27 kwietnia 2023, na podstawie, o ile nie zaznaczono inaczej.

### Drużynowe
- Wicemistrzyni Węgier (2019, 2021)
- Brązowa medalistka mistrzostw Węgier (2016)
- 3. miejsce w Eurocup (2021)
- Uczestniczka międzynarodowych rozgrywek:
  - Euroligi (2019–2020)
  - Eurocup (2015–2022)

### Indywidualne
(* – nagrody przyznane przez portal eurobasket.com)
- Zaliczona do*:
  - I składu zawodniczek krajowych ligi węgierskiej (2014, 2015, 2020)[3][4][5]
  - II składu ligi węgierskiej (2015)[4]
  - składu honorable mention ligi węgierskiej (2022)*[6]

### Reprezentacja
Seniorska
- Uczestniczka:
  - mistrzostw Europy (2015 – 17. miejsce, 2017 – 12. miejsce, 2019 – 7. miejsce)
  - kwalifikacji do Eurobasketu (2017, 2019, 2021)

Młodzieżowe
- Uczestniczka mistrzostw Europy U–18 (2010 – 15. miejsce)